# Podabrus tokui
Podabrus tokui là một loài bọ cánh cứng trong họ Cantharidae. Loài này được Sato miêu tả khoa học năm 1989.